# USS Arkansas (BM-7)
«Арканзас» (англ. USS Arkansas), другий корабель із цим ім'ям, був однобаштовий монітор «Нового флоту» і одним з останніх моніторів, побудованих для військово-морських сил США. 

## Історія створення
«Арканзас» замовили 4 травня 1898 року. Замовлення отримала Newport News Shipbuilding & Dry Dock Company 11 жовтня 1899 року. Корабель було закладено всього трохи більш як на місяць пізніше 14 листопада 1899 року. «Арканзас» був спущений на воду приблизно за рік 10 листопада 1900 року, проте не був включений до складу флоту ще два роки, до 28 жовтня 1902 року. Капітаном корабля став командер Чарльз Вріланд (Charles E. Vreeland).
Цей останній тип моніторів США був спроєктований через тиск громадської думки щодо непрохідності посилення берегової оборони напередодні Іспансько-американської війни. Проте за час, поки кораблі будувалися й увійшли стрій, захист інтересів США на морі було забезпечено посиленням їхнього океанічного флоту, тож загрози атаки з моря знизились. Водночас недостатньо морехідні монітори не були пристосовані для служби у складі ескадри. Тож кораблі виконували різного роду поточні завдання. «Арканзас» і три однотипні монітори були переобладнанні плавучі бази підводних човнів в 1913 році, оскільки їх низький надводний борт був зручним для роботи із субмаринам..

## Історія служби
Першим завданням «Арканзаса» після випробувань стало виконання функції навчального корабля Військово-морської академії США в 1902 році для підготовки мічманів. Після того монітор був приписаний до Прибережної ескадри Північноатлантичного флоту і здійснював походи вздовж східного узбережжя, у Мексиканську затоку, та у Вест-Індію з 1903 по 1906 рік. У 1906 році корабель був знову приписаний до Військово-морської академії для навчальних цілей до 1909 року.

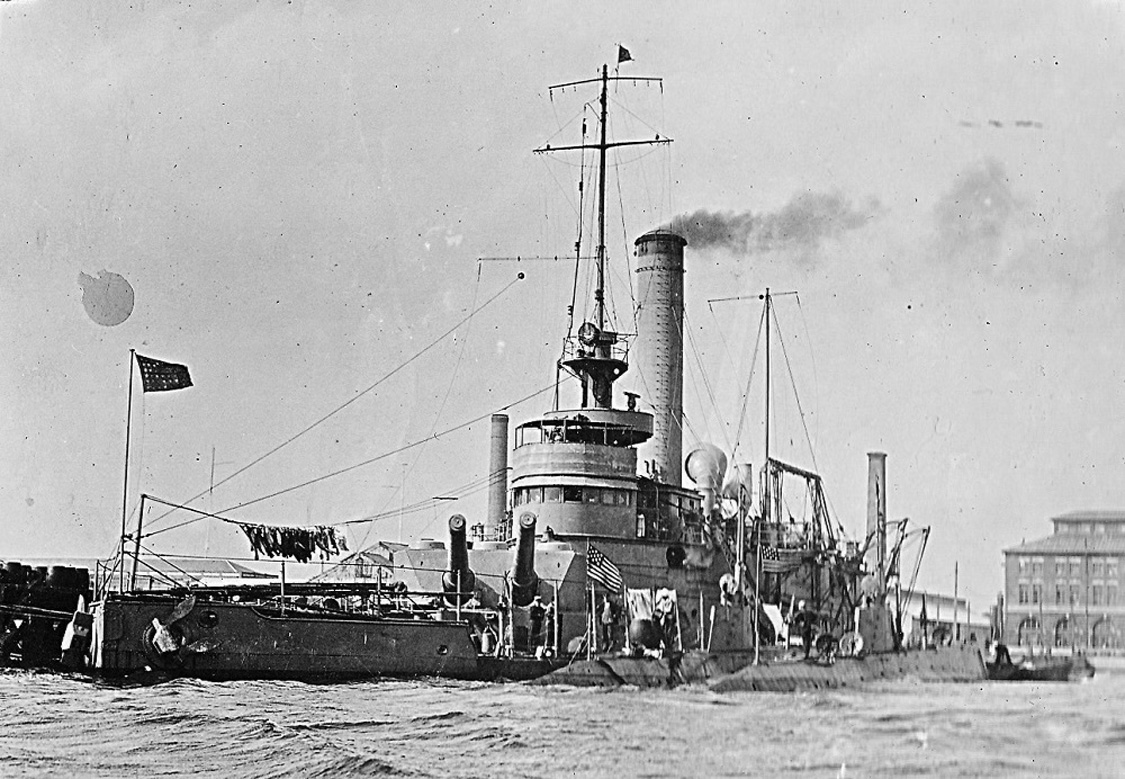
Ozark (M-7) у жовтні 1915, Пенсакола, Флорида.

2 березня 1909 року корабель було перейменовано на Ozark, щоб «звільнити» ім'я для нового лінкора «Арканзас». Монітор було передано військово-морській міліції (добровольчому резервному військовому формуванню) Округу Колумбія з 26 червня 1910 року до 6 березня 1913 року, коли корабель перейшов на військово-морську верф Норфолку для переобладнання у плавбазу субмарин. Ozark почав виконувати свої нові функції плавбази 12 червня.
У квітні 1914 року «Ozark» брав участь в окупації США Мексики під час так званого «Інциденту в Тампіко», завдяки чому члени екіпажу отримали Медаль за службу у Мексиці.
13 жовтня 1915 року корабель прибув до Нью-Лондона (Коннектикут), де ВМС заснували свою першу базу підводних човнів.